# Бажанов, Василий Михайлович
Василий Михайлович Бажанов (1889—1937) — советский хозяйственный деятель, горный инженер, один из первых организаторов советской угольной промышленности.
Внёс большой вклад в организацию шахтного строительства в Подмосковном и Карагандинском бассейнах, а также в развитие открытых горных работ в Челябинском и Кузнецком бассейнах. Принимал активное участие в создании советского горного машиностроения, в разработке 1-го и 2-го пятилетних планов развития угольной промышленности СССР.
Репрессирован и расстрелян. в 1937 году. Реабилитирован посмертно 28 января 1956 г. ВКВС СССР.

## Биография
Родился 31 марта 1889 года в городе Чистополь (ныне в Татарстане).
Член РСДРП(б) с 1910 года. За революционную деятельность исключен из Петербургского горного института (ныне Санкт-Петербургский государственный горный институт им. Г. В. Плеханова), подвергался тюремному заключению.
В 1917 окончил Горный институт в Петрограде. Делегат II Всероссийского съезда Советов (1917). С 1918 года — председатель коллегии Главугля. В 1918—1919 годах — председатель Южного областного совнархоза (Харьков).
В 1920-30-е годы — на руководящих должностях в угольной промышленности в Кузбассе и Донбассе. С конца 1924 года — В. М. Бажанов — заведующий промышленной секцией Госплана РСФСР в Москве. Под его руководством спланирована первая угольная пятилетка, во время которой в Кузбассе было заложено и реконструировано 40 шахт общей мощностью в 35 миллионов тонн. Позднее — главный инженер Главугля.
23 мая (по другим данным — 13 сентября) 1937 года арестован органами НКВД. В приказе, подписанным наркомом Л. М. Кагановичем, в частности, отмечалось: «…бывшие руководители Главугля Журавлёв и Бажанов не вели борьбы с вредителями, не только не выкорчевывали троцкистско-бухаринско-рыковских вредителей и шпионов, но, наоборот, фактически помогали им в их подлой работе…».
Внесен в Сталинский расстрельный список от 1 ноября 1937 г. («Список V. [Быв.ответ.работники Наркоматов] ». по 1-й категории («за» Молотов, Сталин, Ворошилов, Каганович, Жданов).
Осужден к ВМН ВКВС СССР 25 ноября 1937 года по обвинению во «вредительстве и участии в антисоветской террористической организации правых».
Расстрелян  в ночь на 26 ноября 1937 года в группе осужденных ВКВС СССР. Место захоронения — «могила невостребованных прахов» № 1 крематория Донского кладбища..

## Работы
Автор многочисленных статей в экономических газетах и журналах, а также ряда работ по каменноугольной промышленности:
- Каменноугольная промышленность. М., 1920
- Каменноугольная промышленность СССР. М., 1925
- Положение и перспективы каменноугольной промышленности Сибири. М., 1925

## Память
Имя Бажанова присвоено одной из шахт Донбасса и улице в городе Макеевка.